# Мазетти, Умберто (музыкант)
Умбе́рто Мазе́тти (итал. Umberto Masetti, 1869—1919) — итальянский вокальный педагог, певец (лирический тенор), профессор Московской консерватории.

## Биография
Родился 18 февраля 1869 г. в Болонье. Учился в Болонской Консерватории по классу фортепиано и композиции у Дж. Мартуччи. В дальнейшем обучался пению у А. Бузи. После окончания Консерватории вёл разностороннюю музыкальную деятельность. Написал несколько опер, симфоний, которые исполнялись в Болонье и Риме под управлением автора. Его перу принадлежит цикл романсов. Выступал он и как камерный певец.
На протяжении пяти лет был ассистентом в классе А. Буцци, в 1895—99 гг. — профессор пения в Болонском музыкальном лицее.
Среди его учеников в Италии — Риккардо Страччари, Фернандо Карпи, Гея делла Гаризенда, Пелличиони, Я. Рубинштейн (сын А. Г. Рубинштейна).
С 1899 г. жил в России, куда был приглашён и где становится одним из ведущих профессоров Московской консерватории (1899—1919).
Один из выдающихся педагогов, знаток вокальной техники, тонкий и глубокий музыкант, он снискал уважение и любовь своих учеников, в которых он умел раскрыть самобытность дарования, особенности таланта, наиболее выразительные черты голоса будущего певца.
Первые годы по приезде в Москву, не зная русского языка, объяснялся с учениками только на французском и итальянском, что не мешало ему преподавать. Быстро овладев русским языком, стал одним из крупнейших вокальных педагогов своего времени, воспитавшим плеяду выдающихся русских певцов и педагогов.
Среди его учеников в России — В. В. Барсова, А. Л. Доливо, М. Г. Гукова, К. М. Квитницкая, Н. П. Кошиц, М. М. Куренко, А. В. Нежданова, Н. А. Обухова, В. М. Политковский, Р. А. Романов-Добржанский и многие другие.
Особенное внимание в своей работе с учениками он уделял «атаке» звука, созданию правильного мысленного образа для воспроизведения звука, системе правильного дыхания, положению гортани, естественности звучания голоса, его выразительности и подвижности, эмоциональной культуре исполнения. Органично соединил стилевые особенности русской вокальной школы с итальянской культурой владения певческим звуком.
Когда началась первая мировая война, Мазетти не уехал в Италию. Несмотря на ужасающие условия жизни, он продолжает занятия, обучая своих учеников вокалу.
Умер 27 апреля 1919 г. в Москве от чёрной оспы. Похоронен на Новодевичьем кладбище.